# Michal Kudzej
Michal Kudzej (7. března 1923 Ňagov – 28. února 1973 Štětín) byl československý politik Komunistické strany Slovenska ze Slovenska ukrajinské respektive rusínské národnosti a poslanec Sněmovny lidu Federálního shromáždění za normalizace. Zemřel tragicky při letecké havárii v Polsku.

## Biografie
Narodil se ve východoslovenském Ňagově. Členem KSS byl od roku 1946. V 50. letech působil jako stranický funkcionář na východním Slovensku, koncem 50. let studoval v Sovětském svazu na stranické škole KSSS v Moskvě. Pak zastával posty tajemníků KSS na okresní úrovni a vedoucího tajemníka KSS na krajské úrovni. V letech 1963–1971 se uvádí jako účastník zasedání Ústředního výboru Komunistické strany Slovenska. Kandidátem ÚV KSS se stal roku 1966 a v říjnu 1969 členem ÚV KSS. Zastával i posty v celostátní komunistické straně. K 26. červnu 1970 byl kooptován za člena Ústředního výboru Komunistické strany Československa. Ve funkci ho potvrdil XIV. sjezd KSČ. Působil jako vedoucí oddělení ÚV KSČ pro obranu a bezpečnost.
Ve volbách roku 1971 zasedl do Sněmovny lidu (volební obvod č. 198 - Svidník, Východoslovenský kraj). Ve Federálním shromáždění setrval do své smrti roku 1973. Pak ho nahradil Karol Martinka.
Zahynul při havárii vojenského letadla An-24 28. února 1973 v okolí letiště Szczecin-Goleniów v Polsku, nehoda si vyžádala celkem 18 obětí, mezi nimi byl ministr vnitra PLR Wiesław Ociepka a také ministr vnitra ČSSR Radko Kaska.